# میدل فورک (ویرجینیای غربی)
میدل فورک (به انگلیسی: Middle Fork) یک منطقهٔ مسکونی در ایالات متحده آمریکا است که در شهرستان باربر، ویرجینیای غربی واقع شده‌است. میدل فورک ۴۶۳٫۰ متر بالاتر از سطح دریا واقع شده‌است.